# Jouw leven lang bij mij
Jouw leven lang bij mij is het zevende studioalbum van het Nederlandse duo Acda en De Munnik. Op het album staan veelal vrolijke nummers met een oud, vertrouwd Acda & De Munnik-geluid. De eerste single van het album was Ik blijf jouw leven lang bij mij (september 2009), gevolgd door de ballad Eva (januari 2010).

## Medewerkers
- Thomas Acda - Zang, gitaar en mondharmonica
- Paul de Munnik - Zang, piano en gitaar
- David Middelhoff - Basgitaar, gitaar, mandoline, koor en co-productie
- JB Meijers - Gitaar, Hammond, percussie, productie en mixage
- Dave van Beek - Drums en percussie
- Frans Hendrix - Mastering
- Michel 'Shelle' Dierickx - Opname

## Hitnoteringen

### NederlandseAlbum Top 100
| Hitnotering: 17-10-2009 t/m 10-07-2010 | Hitnotering: 17-10-2009 t/m 10-07-2010 | Hitnotering: 17-10-2009 t/m 10-07-2010 | Hitnotering: 17-10-2009 t/m 10-07-2010 | Hitnotering: 17-10-2009 t/m 10-07-2010 | Hitnotering: 17-10-2009 t/m 10-07-2010 | Hitnotering: 17-10-2009 t/m 10-07-2010 | Hitnotering: 17-10-2009 t/m 10-07-2010 | Hitnotering: 17-10-2009 t/m 10-07-2010 | Hitnotering: 17-10-2009 t/m 10-07-2010 | Hitnotering: 17-10-2009 t/m 10-07-2010 | Hitnotering: 17-10-2009 t/m 10-07-2010 | Hitnotering: 17-10-2009 t/m 10-07-2010 | Hitnotering: 17-10-2009 t/m 10-07-2010 | Hitnotering: 17-10-2009 t/m 10-07-2010 | Hitnotering: 17-10-2009 t/m 10-07-2010 | Hitnotering: 17-10-2009 t/m 10-07-2010 | Hitnotering: 17-10-2009 t/m 10-07-2010 | Hitnotering: 17-10-2009 t/m 10-07-2010 | Hitnotering: 17-10-2009 t/m 10-07-2010 | Hitnotering: 17-10-2009 t/m 10-07-2010 |
| Week:                                  | 1                                      | 2                                      | 3                                      | 4                                      | 5                                      | 6                                      | 7                                      | 8                                      | 9                                      | 10                                     | 11                                     | 12                                     | 13                                     | 14                                     | 15                                     | 16                                     | 17                                     | 18                                     | 19                                     | 20                                     |
| -------------------------------------- | -------------------------------------- | -------------------------------------- | -------------------------------------- | -------------------------------------- | -------------------------------------- | -------------------------------------- | -------------------------------------- | -------------------------------------- | -------------------------------------- | -------------------------------------- | -------------------------------------- | -------------------------------------- | -------------------------------------- | -------------------------------------- | -------------------------------------- | -------------------------------------- | -------------------------------------- | -------------------------------------- | -------------------------------------- | -------------------------------------- |
| Positie:                               | 2                                      | 6                                      | 8                                      | 17                                     | 28                                     | 35                                     | 39                                     | 40                                     | 55                                     | 64                                     | 65                                     | 68                                     | 80                                     | 77                                     | 51                                     | 36                                     | 68                                     | 35                                     | 35                                     | 51                                     |
| Week:                                  | 21                                     | 22                                     | 23                                     | 24                                     | 25                                     | 26                                     | 27                                     | 28                                     | 29                                     | 30                                     | 31                                     | 32                                     | 33                                     | 34                                     | 35                                     | 36                                     | 37                                     | 38                                     | 39                                     |                                        |
| Positie:                               | 31                                     | 40                                     | 41                                     | 59                                     | 56                                     | 45                                     | 69                                     | 64                                     | 96                                     | 59                                     | 67                                     | 70                                     | 83                                     | 80                                     | 68                                     | 84                                     | 85                                     | 76                                     | 84                                     | uit                                    |